# Сабурово (Чишминський район)
Сабу́рово (рос. Сабурово, башк. Һабыр) — присілок у складі Чишминського району Башкортостану, Росія. Входить до складу Єнгалишевської сільської ради.
Населення — 43 особи (2010; 55 у 2002).
Національний склад:
- башкири — 78 %